# ヘイズ ガレリア

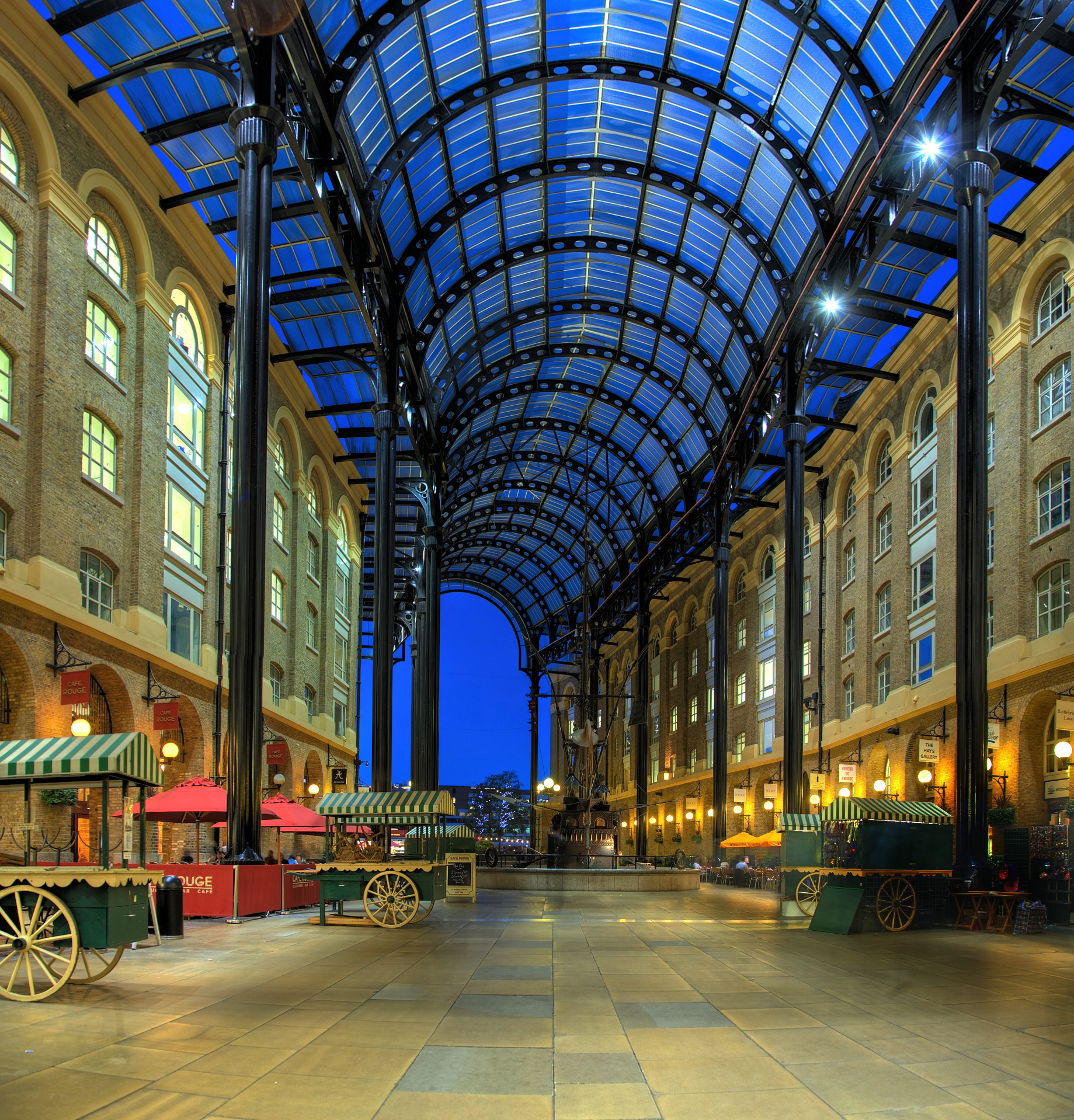
ヘイズ ガレリア

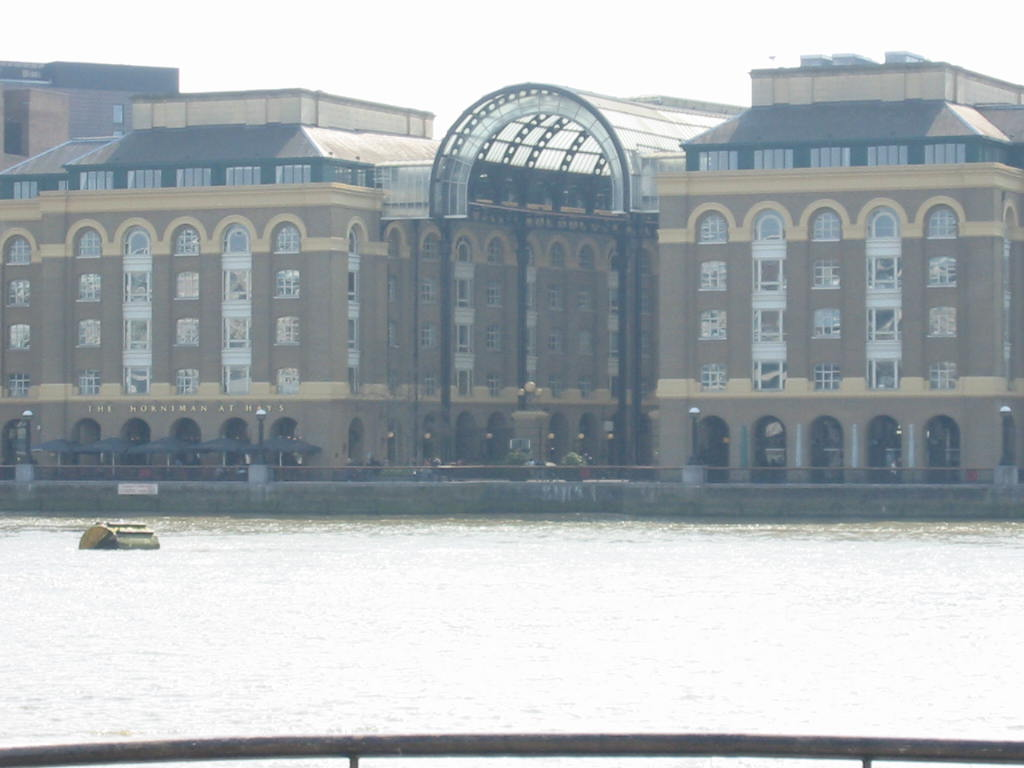
市街からの眺め(テムズ川北側から)

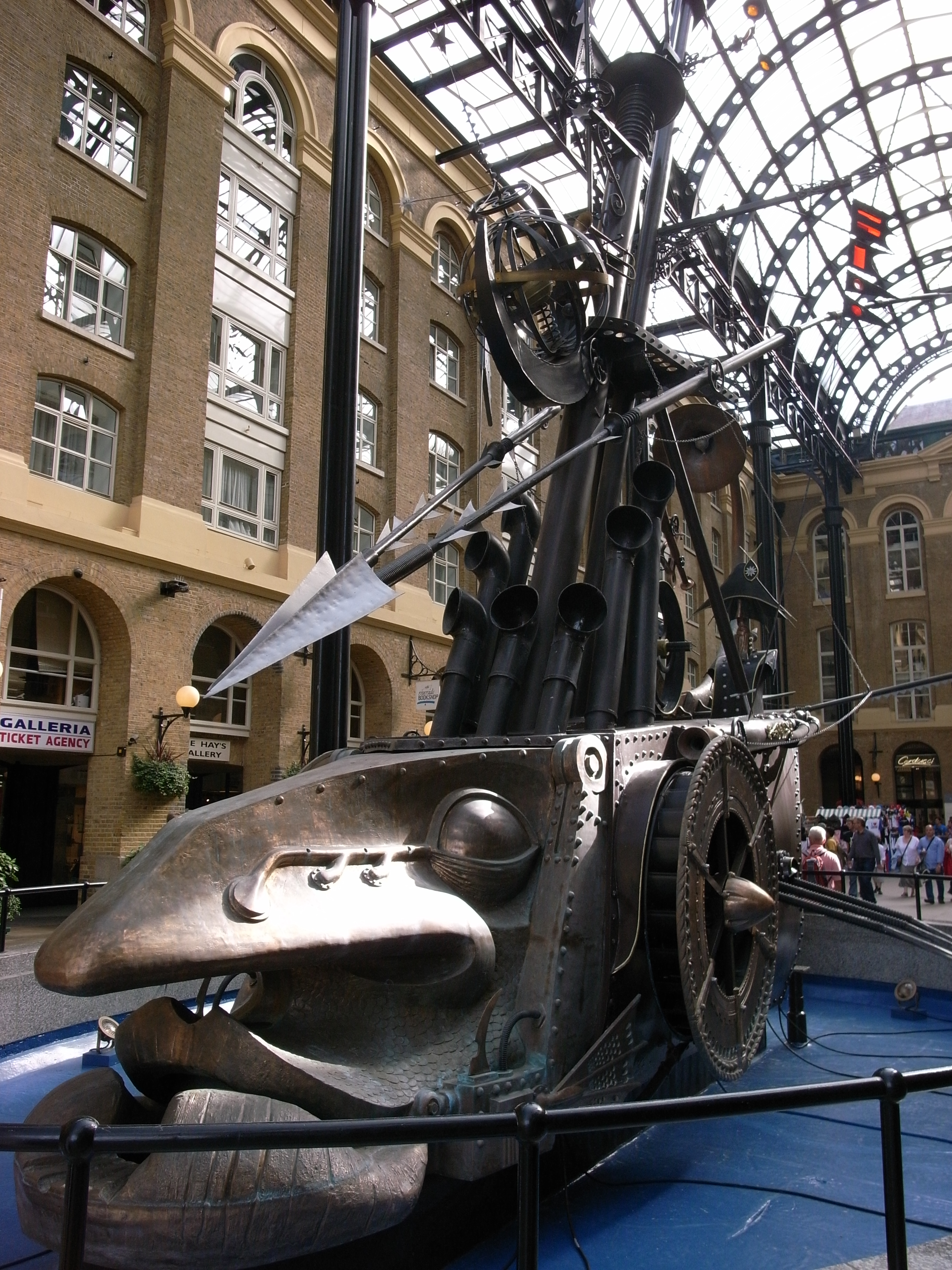
The Navigators, 1987年、David Kemp 作の彫刻

ヘイズ ガレリア (Hay's Galleria) は、ロンドンのサザーク・ロンドン特別区にある観光施設である。 元々はテムズ川南岸に位置する倉庫であり、ヘイズ ウォーフ（Hay's Wharf： Wharfは波止場の意）と呼ばれていたが、1980年代に観光施設に改築された。

## 歴史
ヘイズ ガレリア (Hay's Galleria) は、その元々のオーナーである商人アレクサンダー・ヘイ (Alexander Hay) 氏の名前にちなんで名づけられた。 1651年、氏が同資産を手に入れた当時は醸造所だった。 1840年頃 John Humphrey ジュニア が建物を賃借。 彼は William Cubitt (Humphreyの２人の息子の義父 ) に建物を「ウォーフ(波止場)」(実際には海賊行為などを防止するための建物に囲まれた形式のドック、enclosed dock ) に立て替えるように依頼し、1856年、同建物はヘイズ・ウォーフと改名された。
19世紀の間、同ウォーフはプール・オブ・ロンドンにおける貿易船の主要な茶の積み下ろし場所であった。 ロンドンに輸入される乾物の実に80%がこのウォーフからであったことから、ウォーフは 「Larder of London 」 (ロンドンの貯蔵庫) と呼ばれた。
1861年6月の Great Fire of Southwark と呼ばれる大火事の後、ウォーフは大幅に建て替えられ、 第二次世界大戦中の1940年9月に爆撃され、大きな被害を受けるまで、1世紀近く利用された。  商取引は第二次世界大戦後、大幅に減少し、周辺のエリアもだんだんと経済的にさびれていった。
1980年代、Thames Corridor と ドックランズ周辺において都市再開発の機運が高まっていた。「London Bridge City」開発の一環としてロンドン橋から東の地区がクウェートの不動産運用機関 St Martin's Property Corporationによって買い取られた。ドックのゲートは恒久的に閉じられ、ドックの内部は床で覆れた。また、ビクトリア時代のターミナル駅を想起させる古風なガレリアを建設することにより、イギリス指定建造物二級の文化財であるウォーフとの調和が図られた。内部はオフィス・テナントと店舗とすることが決定された。
これらはリニューアル計画の基本計画のひとつとして、Twigg Brown Architects により実施されたものである。
ガレリアの中央の噴水にある60フィートの動くブロンズ製の船の彫刻は高く評価されており、その彫刻家 David Kemp に 「 The Navigators 」 と名づけられ、ガレリアの水運の歴史を記念する遺産として1987年に除幕。
一連の再建は London Docklands Development Corporation によって支援された。
1987の竣工とオープン後、ヘイズ・ガレリアは同時期の南岸における、最初の新しい観光スポットとなった。

## 活動
オフィス・テナントにはイギリス 社会福祉援助技術 機関、 the General Social Care Council と Social Care Institute for Excellence が含まれた。河側に入り口のあるパブ「The Horniman at Hay's」はこの地の貿易に関わった主要な製茶企業を記念して名づけられたものである。
Thames Path の南側という立地で、シティ・オブ・ロンドン (City of London ) を河岸から望むパノラマ、そしてロンドン シティ・ホール (London City Hall) と Southwark Cathedral の間に位置することもあり、ヘイズ・ガレリアは多くの旅行者や市民が訪れる大通りとして親しまれている。
ヘイズ・ガレリアは20年間、年中無休で開かれている市場 (The Hays Galleria Market) として提供され、1人の住み込みの芸術家がおり、20年以上、いくつかの独立した常駐業者の住居だった。また、St Martins Property Corporation の長期契約のテナントとして、ガレリアの何箇所かに固定された伝統的な二輪の手押し車 (barrows) から観光客向けの衣料製品や宝石などのお土産を販売していた。
2010年10月8日 運用代理会社 CBRE の指示により手押し車は撤去されたが、2014年に復帰を認められ、2017年8月時点では8台が運用されている。

## 交通
- River services: London Bridge City Pier (通勤･通学サービス)
- 地下鉄/ナショナル・レール: ロンドン・ブリッジ駅